# Jefferson Starship
Jefferson Starship, früher Jefferson Airplane und später auch Starship ist eine US-amerikanische Rockband, die 1974 gegründet wurde.

## Bandgeschichte
1970, während einer Tourpause von Jefferson Airplane, veröffentlichte Paul Kantner die Solo-LP Blows Against the Empire. Er nahm das Album zusammen mit Grace Slick und einigen Gastmusikern, die zum Teil schon auf Volunteers zu hören gewesen waren, auf. Dort tauchte zum ersten Mal der Name Jefferson Starship auf. Danach veröffentlichten sie zusammen noch die Alben Sunfighter (1971) und Baron von Tollbooth and The Chrome Nun (1973). Aus dieser losen Zusammenarbeit entstand in wechselnder Besetzung, jedoch ohne Casady und Kaukonen, die die Blues-Band Hot Tuna gegründet hatten, als Nachfolgeband Jefferson Starship, mit der die Kernmusiker in der Folgezeit kommerziell erfolgreich ihre Karriere fortsetzten.
So wurde als Debüt 1974 die LP Dragon Fly veröffentlicht. Die Besetzung sah wie folgt aus: Paul Kantner (Rhythmusgitarre & Gesang), Grace Slick (Klavier & Gesang), David Freiberg (Bass, Keyboards & Gesang), Pete Sears (Bass, Keyboards & Gesang), Craig Chaquito (Lead- und Rhythmusgitarre & Gesang), Papa John Creach (Violine) und John Barbata (Schlagzeug, Perkussion & Gesang). Marty Balin sang als Gast die Hit-Single Caroline ein. Aus Furcht vor einem Flop standen rechts und links des Titels die Namen Slick und Kantner. Diese Furcht war jedoch unbegründet, denn das Album verkaufte sich genauso gut wie die bisherigen Airplane-Alben. Der endgültige Durchbruch gelang mit dem Folgealbum Red Octopus aus dem Jahre 1975, auf dem wieder Marty Balin (Gesang) zur Standardbesetzung zählte. Dieser trat während eines Gastauftrittes auf einem der Konzerte von Jefferson Starship der Band bei. Er verhalf dem Album mit zwei Millionen verkauften Exemplaren auf Platz eins der US-Charts, was kein Airplane-Album jemals zuvor geschafft hatte.
1976 erschien das Album Spitfire, nun ohne Papa John Creach, dem 1978 Earth folgte, das vorerst letzte Album mit Balin und Slick, die vor einem Konzert völlig betrunken (ihre Alkoholprobleme waren schon zu Airplanezeiten bekannt) ihren Ausstieg aus der Band bekannt gaben. 1979 folgte das Album Gold, auf dem alle bisherigen Single-Auskopplungen zu finden waren, dazu eine Bonus-Single mit Hyperdrive auf der A-Seite und dem bis dahin unveröffentlichten Titel Light the Sky on Fire auf der B-Seite. Im selben Jahr kam ein weiteres Jefferson-Starship-Album auf den Markt, in neuem Stil und mit teilweise neuer Besetzung: Paul Kantner (Rhythmusgitarre & Gesang), Craig Chaquico (Lead- und Rhythmusgitarre & Gesang), David Freiberg (Bass, Keyboards & Gesang), Pete Sears (Bass, Keyboards & Gesang), Mickey Thomas (Gesang) und anstelle von John Barbata, der einen schweren Autounfall erlitten hatte, Aynsley Dunbar (Schlagzeug & Perkussion).
Die neue Formation zeigte sich mit Freedom at Point Zero von einer sehr rockigen Seite und ging in Richtung Progressive Rock und Stadionrock. Auf dem Folgealbum Modern Times (1981), das sich wieder mehr dem Pop-Rock zuwandte, war erneut Grace Slick als Gast zu hören. Dessen Kurs wurde auf 1983 auf Winds of Change beibehalten. Inzwischen war Grace Slick wieder als festes Mitglied engagiert. Anschließend erschien Nuclear Furniture (1984), auf dem Donny Baldwin für Aynsley Dunbar das Schlagzeug übernahm. Unzufrieden mit dem neuen Stil, stieg Paul Kantner aus und erklärte die Band für beendet. Nach einem Rechtsstreit durften die verbleibenden Mitglieder unter dem Namen Starship weitere Platten produzieren. Paul Kantner gründete 1992 eine Band mit dem Namen Jefferson Starship – The Next Generation.
Schlagzeuger Joey Covington starb bei einem Autounfall am 4. Juni 2013 in Palm Springs, Kalifornien. Die Gründungsmitglieder Signe Toly Anderson und Paul Kantner starben beide am 28. Januar 2016 nach längerer Krankheit. Marty Balin starb am 27. September 2018. John Barbata starb am 8. Mai 2024.

## Diskografie
als Jefferson Airplane
als Starship

### Studioalben
| Jahr | Titel                       | Höchstplatzierung, Gesamtwochen, AuszeichnungChartplatzierungen (Jahr, Titel, Platzierungen, Wochen, Auszeichnungen, Anmerkungen) | Höchstplatzierung, Gesamtwochen, AuszeichnungChartplatzierungen (Jahr, Titel, Platzierungen, Wochen, Auszeichnungen, Anmerkungen) | Anmerkungen                                                    |
| Jahr | Titel                       | UK | US | Anmerkungen                                                    |
| ---- | --------------------------- | --- | --- | -------------------------------------------------------------- |
| 1970 | Blows Against the Empire    | — | US20 Gold · (23 Wo.)US | Erstveröffentlichung: 1970 Paul Kantner und Jefferson Starship |
| 1974 | Dragon Fly                  | — | US11 Gold · (37 Wo.)US | Erstveröffentlichung: 1. September 1974                        |
| 1975 | Red Octopus                 | — | US1 ×2Doppelplatin · (87 Wo.)US                                                                                                   | Erstveröffentlichung: 13. Juni 1975                            |
| 1976 | Spitfire                    | UK30 (2 Wo.)UK | US3 Platin · (38 Wo.)US | Erstveröffentlichung: Juni 1976                                |
| 1978 | Earth                       | — | US5 Platin · (34 Wo.)US | Erstveröffentlichung: 6. Februar 1978                          |
| 1979 | Freedom at Point Zero       | UK22 (11 Wo.)UK | US10 Gold · (28 Wo.)US | Erstveröffentlichung: 1. November 1979                         |
| 1981 | Modern Times                | — | US26 Gold · (33 Wo.)US | Erstveröffentlichung: 2. April 1981                            |
| 1982 | Winds of Change             | — | US26 Gold · (31 Wo.)US | Erstveröffentlichung: 4. Oktober 1982                          |
| 1984 | Nuclear Furniture           | — | US28 Gold · (23 Wo.)US | Erstveröffentlichung: 30. Mai 1984                             |
| 1998 | Windows of Heaven           | — | — | Erstveröffentlichung: Juni 1998                                |
| 2008 | Jefferson’s Tree of Liberty | — | — | Erstveröffentlichung: 2. September 2008                        |
| 2020 | Mother of the Sun           | — | — | Erstveröffentlichung: 21. August 2020                          |

### Livealben
- 1982: RCA Special Radio Series Volume 19
- 1995: Deep Space/Virgin Sky
- 1999: Greatest Hits: Live at the Fillmore
- 2001: Across the Sea of Suns
- 2013: Live In Central Park NYC May 12, 1975
- 2014: Soiled Dove

### Kompilationen
| Jahr | Titel | Höchstplatzierung, Gesamtwochen, AuszeichnungChartsChartplatzierungen (Jahr, Titel, Platzierungen, Wochen, Auszeichnungen, Anmerkungen) | Anmerkungen                           |
| Jahr | Titel | US | Anmerkungen                           |
| ---- | ----- | --- | ------------------------------------- |
| 1979 | Gold  | US20 Gold · (14 Wo.)US | Erstveröffentlichung: 22. Januar 1979 |

Weitere Kompilationen
- 1991: Greatest Hits (Ten Years and Change 1979-1991) (US: Gold)
- 1993: Jefferson Starship at Their Best
- 1998: >Jefferson Airplane>>Jefferson Starship>>Starship: Hits
- 2008: Playlist: The Very Best of Jefferson Starship
- 2019: Starship Enterprise: The Best of Jefferson Starship and Starship

### Singles
| Jahr | Titel Album                                     | Höchstplatzierung, Gesamtwochen, AuszeichnungChartplatzierungen (Jahr, Titel, Album, Platzierungen, Wochen, Auszeichnungen, Anmerkungen) | Höchstplatzierung, Gesamtwochen, AuszeichnungChartplatzierungen (Jahr, Titel, Album, Platzierungen, Wochen, Auszeichnungen, Anmerkungen) | Anmerkungen                          |
| Jahr | Titel Album                                     | UK | US | Anmerkungen                          |
| ---- | ----------------------------------------------- | --- | --- | ------------------------------------ |
| 1974 | Ride the Tiger Dragon Fly                       | — | US84 (5 Wo.)US | Erstveröffentlichung: 1974           |
| 1975 | Miracles Red Octopus                            | — | US3 (17 Wo.)US | Erstveröffentlichung: März 1975      |
| 1975 | Play on Love Red Octopus                        | — | US49 (6 Wo.)US | Erstveröffentlichung: Dezember 1975  |
| 1976 | With Your Love Spitfire                         | — | US12 (17 Wo.)US | Erstveröffentlichung: 24. Juli 1976  |
| 1976 | St. Charles Spitfire                            | — | US64 (5 Wo.)US | Erstveröffentlichung: 1976           |
| 1978 | Count on Me Earth                               | — | US8 (14 Wo.)US | Erstveröffentlichung: März 1978      |
| 1978 | Runaway Earth                                   | — | US12 (16 Wo.)US | Erstveröffentlichung: Mai 1978       |
| 1978 | Crazy Feelin’ Earth                             | — | US54 (6 Wo.)US | Erstveröffentlichung: September 1978 |
| 1978 | Light the Sky on Fire Gold                      | — | US66 (6 Wo.)US | Erstveröffentlichung: 1978           |
| 1979 | Jane Freedom at Point Zero                      | UK21 (9 Wo.)UK | US14 (15 Wo.)US | Erstveröffentlichung: Oktober 1979   |
| 1980 | Girl with the Hungry Eyes Freedom at Point Zero | — | US55 (6 Wo.)US | Erstveröffentlichung: 1980           |
| 1981 | Find Your Way Back Modern Times                 | — | US29 (13 Wo.)US | Erstveröffentlichung: 4. April 1981  |
| 1981 | Stranger Modern Times                           | — | US48 (11 Wo.)US | Erstveröffentlichung: 1981           |
| 1982 | Be My Lady Winds of Change                      | — | US28 (16 Wo.)US | Erstveröffentlichung: 1982           |
| 1983 | Winds of Change                                 | — | US38 (11 Wo.)US | Erstveröffentlichung: 1983           |
| 1984 | No Way Out Nuclear Furniture                    | — | US23 (16 Wo.)US | Erstveröffentlichung: 1984           |
| 1984 | Layin it on the Line Nuclear Furniture          | — | US66 (6 Wo.)US | Erstveröffentlichung: 1984           |

Weitere Singles
- 1978: Runaway
- 1981: Save Your Love
- 1981: Stairway to Cleveland
- 1982: Can’t Find Love
- 1984: Sorry Me, Sorry You
- 2020: It’s About Time

## Auszeichnungen für Musikverkäufe
| Goldene Schallplatte - Kanada - 1977: für das Album Spitfire | Platin-Schallplatte - Kanada - 1980: für das Album Freedom at Point Zero |

Anmerkung: Auszeichnungen in Ländern aus den Charttabellen bzw. Chartboxen sind in ebendiesen zu finden.
| Land/RegionAuszeichnungen für Musikverkäufe (Land/Region, Auszeichnungen, Verkäufe, Quellen) | Gold     | Platin     | Verkäufe  | Quellen         |
| -------------------------------------------------------------------------------------------- | -------- | ---------- | --------- | --------------- |
| Kanada (MC)                                                                                  | Gold1    | Platin1    | 150.000   | musiccanada.com |
| Vereinigte Staaten (RIAA)                                                                    | 8× Gold8 | 4× Platin4 | 8.000.000 | riaa.com        |
| Insgesamt                                                                                    | 9× Gold9 | 5× Platin5 |           |                 |